# Afrikai kakukkhéja
Az afrikai kakukkhéja (Aviceda cuculoides) a madarak osztályának vágómadár-alakúak (Accipitriformes) rendjébe, ezen belül a vágómadárfélék (Accipitridae) családjába és a darázsölyvformák (Perninae) alcsaládjába tartozó faj.

## Rendszerezése
A fajt William Swainson angol ornitológus írta le 1837-ben.

## Alfajai
- afrikai kakukkhéja (Aviceda cuculoides cuculoides), Szenegáltól Etiópiáig és a Kongói Demokratikus Köztársaság északi része
- Bates-kakukkhéja (Aviceda cuculoides batesi), Nyugat-Afrika, Sierra Leonétól keletre a Kongói Demokratikus Köztársaság nyugati részéig
- Emin-kakukkhéja (Aviceda cuculoides emini), Kongói Demokratikus Köztársaság északnyugati része
- Verreaux-kakukkhéja (Aviceda cuculoides verreauxii), Angolától keletre Kenyáig

## Előfordulása
Afrikában a Szaharától délre eső területeken honos. Természetes élőhelyei a szubtrópusi és trópusi száraz erdők és szavannák, valamint ültetvények. Vonuló faj.

## Megjelenése
Testhossza 40 centiméter, szárnyfesztávolsága 91-95 centiméter, testtömege 220-296 gramm.
|  |

## Természetvédelmi helyzete
Az elterjedési területe rendkívül nagy, egyedszáma pedig stabil. A Természetvédelmi Világszövetség Vörös listáján nem fenyegetett fajként szerepel.